# Монтемарчело
Монтемарчело је насеље у Италији у округу Ла Специја, региону Лигурија.
Према процени из 2011. у насељу је живело 261 становника. Насеље се налази на надморској висини од 271 м.